# Kandisha
Pour plus de détails, voir Fiche technique et Distribution.
Kandisha est un film fantastique de Jérôme Cohen-Olivar tourné en 35mm, sorti en France fin 2010 au cinéma.

## Synopsis
Brisé par la perte de son enfant, Nyla Jayde, une brillante avocate de la défense, travaille sur une affaire impliquant une légende marocaine du XIVe siècle, un esprit vengeur nommé « Kandisha ».
L'action se déroule au Maroc, le film raconte l'histoire de Nyla Jayde (Amira Casar), avocate, et de son mari Mehdi, qui ont perdu l'harmonie qui régnait au sein de leur couple depuis la mort brutale de leur petite fille. Nyla prend la défense de Mona Bendrissi, accusée d'avoir tué son mari. Celle-ci proclame que c'est Kandisha qui l'a tué. Cette affaire mènera la jeune avocate sur les traces de la légendaire Aïsha Kandisha.

## Fiche technique
- Titre original : Kandisha
- Réalisation et Scénario : Jérôme Cohen-Olivar
- Distribution : Salaman Films
- Sociétés de production : Salaman Films et Dounia Productions
- Production : Albert Lèvy, Dounia Benjelloun
- Producteur associé : Steve Ohana
- Producteurs exécutifs : Sylvia Levy
- Direction des effets visuels : Benbrik Karim Salaman fx, Andrea Battistoni, Stephane Bidault, Nicolas Delbecq
- Musique : Kenneth Lampl
- Directeur de la photographie : Dominique Gentil
- Montage : Jérôme Cohen-Olivar et Julien Fouré
- Décors : Karim Salhi
- Costumes : Martine Lopez
- Langue : français, arabe, anglais
- Dates de sortie : 
  -  France,  Belgique,  Suisse,  Maroc : fin 2010

## Distribution
- Amira Casar : Nyla Jayde
- Hiam Abbass : Mona Bendrissi
- David Carradine: The American
- Michaël Cohen : Mehdi Jayde
- Saïd Taghmaoui : Dakir Nesri
- Assaad Bouab : The Cabalist
- Amal Ayouch : Dr Maliki
- Mourad Zaoui : Jamil

## Autour du film
- Le tournage s'est déroulé au Maroc, à Casablanca, Marrakech et Rabat.